# لى بيونغ-أوك
لى بيونغ-أوك (مواليد 7 نوفمبر 1954) هو ملاكم كوري شمالي، مثّل بلاده في الألعاب الأولمبية الصيفية في دورتي 1976 و1980.

## روابط خارجية
لى بيونغ-أوك على موقع أوليمبيديا (الإنجليزية)